# Tubutulik
La rivière Tubutulik est un cours d'eau d'Alaska, aux États-Unis situé dans la région de recensement de Nome.

## Description
Longue de 25 milles (40 km), elle coule en direction du sud-est vers le grau Kwiniuk au nord-ouest de la baie Norton, à 25 milles (40 km) au sud-ouest de Koyuk.
Son nom eskimo Tubuktulik a été référencé en 1849 par le capitaine Tebenkov, de la Marine Impériale Russe.

## Sources
- (en) « Tubutulik », Geographic Names Information System